# Saint Lucias damlandslag i fotboll
Saint Lucias damlandslag i fotboll representerar Saint Lucia i fotboll på damsidan. Dess förbund är Saint Lucia Football Association.